# 蚊餅
蚊餅，有時誤譯為蚊子漢堡或烏蠅餅，是東非的一種食物，將食用幽蚊（Chaoborus edulis）或其他種類的蚊蚋成蟲壓製成肉餅之後煎食。有些來源宣稱是使用蜉蝣目的一種細蜉或甚至蚊子或蒼蠅製成，但學者考據後認為主要成份應該是幽蚊。

## 製作

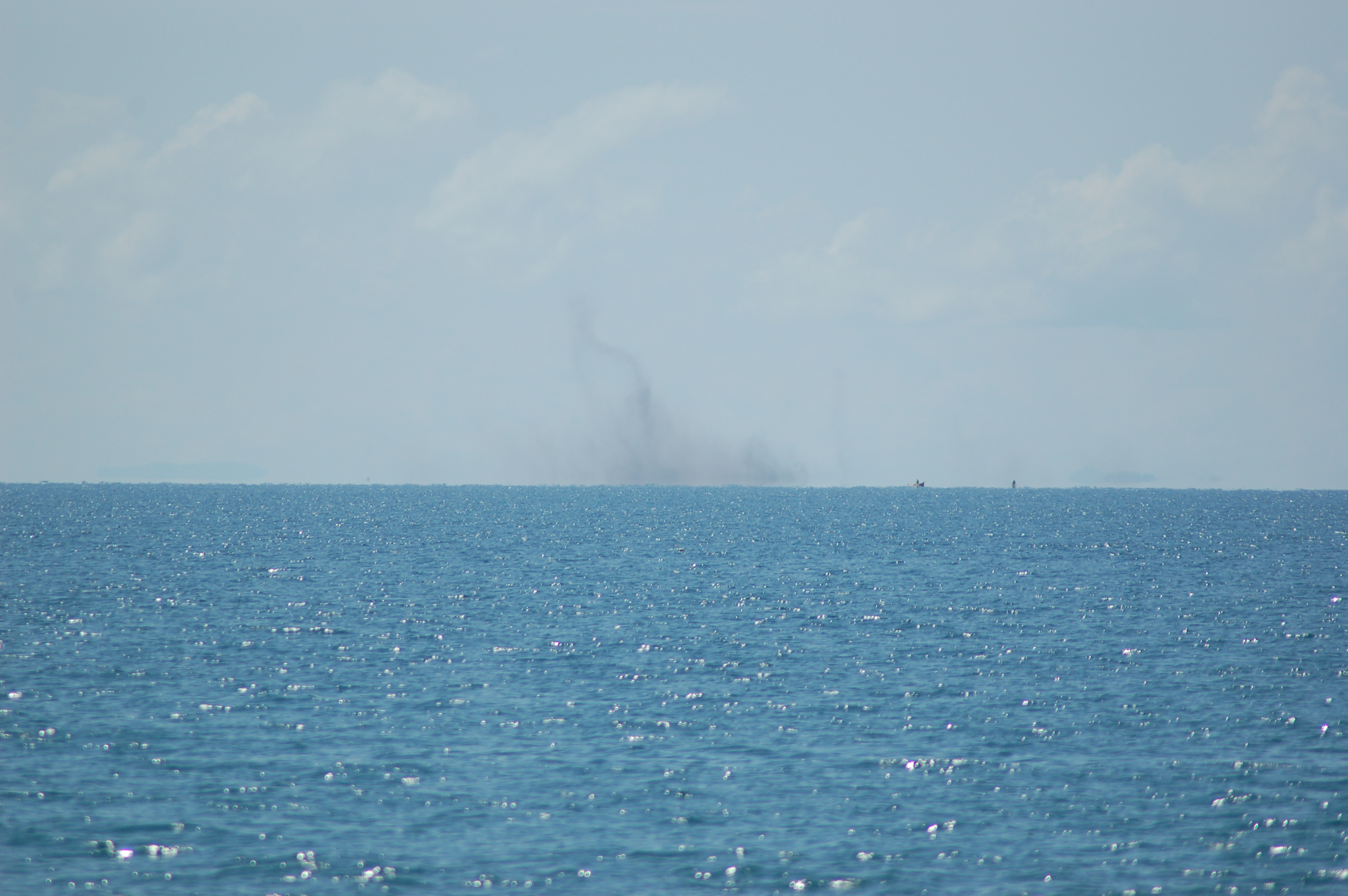
馬拉威湖上的大群食用幽蚊。

在馬拉威、坦尚尼亞、莫三比克、烏干達等地的淡水湖，會不定期爆發大量的幽蚊，佔據所有表面，數公里外可見一片黑雲。湖邊的居民用沾了水或油的鍋子在空中揮舞沾住幽蚊，然後壓成餅在鍋子中用油或鹽水煎熟。一塊餅內有數十萬隻蚊蚋。煎好可以直接食用；若煎得較乾，也可以長時間保存。乾燥的蚊餅可以和蕃茄為底的醬汁一起煮，搭配米飯或烏咖哩食用。

## 食用價值
蚊餅在原產地是很受歡迎的美食。蛋白質含量極高，是牛肉餅的七倍，並且也含有大量的鈣和鐵。據一些外地人的說法，味道類似魚子醬或鹽烤蝗蟲，但也有網友宣稱沒有味道。

## 外界接觸
19世記的蘇格蘭探險家戴维·利文斯通是首位紀錄此食物的西方人。倫敦自然史博物館從的收藏中也有蚊餅，取得於1903年。食用幽蚊的種小名為（可食），顯示1930年英國昆蟲學家艾德華斯在命名時也知道它可以食用。